# Calceolaria weberbaueriana
Calceolaria weberbaueriana är en toffelblomsväxtart som beskrevs av Kränzl.. Calceolaria weberbaueriana ingår i släktet toffelblommor, och familjen toffelblomsväxter. Inga underarter finns listade i Catalogue of Life.